# Чета на Герасим Тодоров
Четата на Герасим Тодоров или Шести Пирински отряд е горянска контрареволюцинна организация, бореща се срещу установилата се комунистическа власт в България, и в частност в Пиринска Македония, след Деветосептемврийския преврат. Списъкът на четата е от средата на март 1948 година.

## Четници
| Име                                                   | Родно място      | Бележки |
| ----------------------------------------------------- | ---------------- | --- |
| 1. Герасим Тодоров Николов                            | Влахи            | ръководител на четата, бивш член на ВМРО на Иван Михайлов, убит |
| 2. Димитър Василев Йосифов (Бабев)                    | Влахи            | роден в 1915 г., близък роднина на Герасим Тодоров, воденичар на Бабевата воденица, първоначално подпомага четата като ятак, а през пролетта на 1948 г. става нелегален, осъден е на доживотен строг тъмничен затвор, лежи 14 година в затвори и лагери, брат му Григор Бабев е член на ВМРО (обединена), активен борец против фашизма и капитализма       |
| 3. Илия Андреев Бояджиев                              | Влахи            | става нелегален през пролетта на 1948 г., осъден на 15 години, които лежи в различни затвори и лагера Белене |
| 4. Георги Атанасов Веселинов (Манчев)                 | Влахи            | |
| 5. Веселин Митов Чаушев                               | Влахи            | член на дружбата на БЗНС във Влахи след 1944 г., осъден на доживотен затвор, прекарва 14 години в лагери |
| 6. Георги Андреев Самарджиев                          | Влахи            | първоначално ятак, а след началото на блокадата през пролетта на 1948 г. четник в четата, осъден на осъден на доживотен затвор, от които излежава 14 години |
| 7. Андрея Александров Спасов (Пацов)                  | Влахи            | преди 1944 година е полицай и жандармерист, след това става член на дружбата на БЗНС във Влахи, ятак на четата, няколко дни преди началото на блокадата се присъединява към нея и става помощник-войвода, осъден на смърт и обесен на 18 срещу 19 май 1948 година в Горноджумайския затвор                                                                 |
| 8. Тодор Иванов Секулов                               | Влахи            | безпартиен, осъден на доживот |
| 9. Славчо Солунов Монев                               | Влахи            | |
| 10. Иван Тончев Шатев                                 | Влахи            | |
| 11. Лазар Георгиев Дафов                              | Влахи            | |
| 12. Лазар Ефтимов Андреев (Цирков)                    | Влахи            | член на ВМРО на Иван Михайлов, член на „Звено“, снабдявал четата с облекло, оръжие и храна, събирал пари и храна за горяните, жестоко бит и мъчен след ареста, осъден на доживотен затвор, лежи 14 години в затвори и лагери, умира в 1984 г. в Гара Пирин                                                                                                 |
| 13. Йордан Герасимов Тодоров                          | Влахи            | |
| 14. Кирил Станчев Стойчев                             | Дупница          | |
| 15. Любомир Атнасов Стамболийски (бай Димитър, Митко) | Дупница          | |
| 16. Димитър Николов Гюров                             | Клетище          | |
| 17. Илия Чопев                                        | Дебел дъб        | ятак и касиер на четата, към която впоследствие се присъединява, осъден на смърт, екзекутиран в 1948 г. |
| 18. Ангел Бегюзов (Ачо)                               | Дебел дъб        | |
| 19. Георги Илиев Чопев                                | Дебел дъб        | роден 1927 г., син на Илия Чопев, заловен, в Горноджумайския затвор прави опит да се отрови, прекарва две години в концентрационен лагер. Брат му Георги Илиев Чопев също е изпратен в лагер |
| 20. Димитър Серафимов                                 | Дебел дъб        | воденичар |
| 21. Тодор Спасов Николов                              | Дребако          | |
| 22. Асен Милев Иванов                                 | Ощава            | |
| 23. Стефан Димитров Серафимов                         | Ощава            | |
| 24. Найден Михайлов Иванов                            | Ощава            | първоначално ятак, а от 12 март 1948 година – нелегален, осъден на доживотен затвор, лежи 14 години в различни затвори и лагери |
| 25. Петър Йосифов Гърков (Попето, Брадата)            | Брежани          | член на ВМРО, убит |
| 26. Кирил Николов Бенгюзов                            | Горна Градешница | |
| 27. Крум Солунов Монев                                | Горна Градешница | |
| 28. Кирил Тодоров Солунов                             | Ракалеовци       | роден на 8 септември 1927 г., излиза нелегален на 10 март 1948 година, на 17 март е заловен и осъден на 15 години строг тъмничен затвор, откоито излежава 9 години и 5 месеца в Благоевград, Сливен, Варна и Белене, след освобождението си живее в Кресна, след 1990 година е инициатор за основаването и заместник-председател на Клуба на репресираните |
| 29. Левтер (Лефтер) Петров Николов                    | Горна Градешница | роден в 1932 година, работи като обущар в Гара Пирин, едва 16-годишен се присъединява към четата, в която остава 3 месеца, като непълнолетен е осъден на 3 години затвор |
| 30. Никола Янев Попстоилов                            | Свети Врач       | |
| 31. Георги Димитров Лазаров (Сучев)                   | Белица           | убит |
| 32. Йордан Руйчев Стоянов                             | Плоски           | |
| 33. Ангел Калайджиев                                  | Гара Пирин       | |
| 34. Китан Михов Илиев                                 | Влахи            | роден в 1912 година, във Втората световна война е полицай на село Тополян, Сярско, в 1945 година е инициатор за създаване на местната дружба на БЗНС, през март 1948 година е сред горяните, заловен е при милиционерската блокада, осъден на смърт, впоследствие на доживотен затвор, като лежи общо 15 години в затвори и лагери                         |
| 35. Янчо Иванов Янев                                  | Ощава            | От 1946 година живее в Гара Пирин, член на дружбата на БЗНС във Влахи, един от основните ятаци на четата, а впоследствие четник. Заловен при блокадата, осъден на смърт и обесен в Горна Джумая в нощта на 18 срещу 19 май 1949 г. |
| 36. Георги Андонов Ръклев                             | Гара Пирин       | |
| 37. Димитър Марков Харизанов                          | Гара Пирин       | от 1945 година е член на БЗНС, присъединявасе към четата през пролетта на 1948 г., осъден на смърт, впоследствие присъдената е заменена с доживотен затвор, лежи в затворите в Сливен и София и на остров Персин общо 14 години |
| 38. Ангел Тодоров Божинов                             | Гара Пирин       | безпартиен, осъден на доживотен затвор |
| 39. Стойно Цветков Бачийски (Полковника)              | София            | офицер антикомунист, осъден на смърт |
| 40. Димитър Кузманов Цветков (Подполковника)          | София            | офицер антикомунист, осъден на смърт |

## Ятаци
Част от по-видните ятаци на групата са:
| Име                                          | Родно място      | Бележки |
| -------------------------------------------- | ---------------- | --- |
| 1. Асен Михайлов Иванов                      | Ощава            | местен войвода на ВМРО до 1934 г., от лятото на 1947 година е ятак на четата, организира и други ятаци, в края на 1947 г. става четник, осъден на смърт и обесен в мазето на бившата съдебна палата в Горна Джумая на 18 срещу 19 май 1949 г.                                                                                           |
| 2. Иконом Иван Илиев Джолев                  | Голешово         | роден е през 1908 г., член на ВМРО, енорийски свещеник в с. Влахи, осъден на смърт, по-късно присъдата му е заменена и лежи повече от 13 години в затворите на Сливен, Ловеч, Варна и остров Персин, почива през 1996 г. в с. Катунци                                                                                                   |
| 3. Илия Митов Чопев                          | Ощава            | четник на ВМРО, осъден на смърт |
| 4. Янчо Иванов Янков                         | Влахи            | безпартиен, осъден на смърт |
| 5. Смилен Илиев Божинов                      | Джигурово        | безпартиен, осъден на смърт |
| 6. Доктор Петър Харалампиев Митев            | Гара Пирин       | член на СБНЛ и ВМРО, осъден на смърт |
| 7. Свещеник Стефан Илиев Камбитов            | Сенокос          | осъден на смърт |
| 8. Георги Атанасов Тополигов                 | Петрово          | осъден на смърт |
| 9. Димитър Марков Харизанов                  | Влахи            | безпартиен, осъден на смърт |
| 10. Георги Атанасов Костадинов               | Влахи            | роден в 1924 г., в 1945 година става член на дружбата на БЗНС във Влахи, ятак на горяните, на 7 март се включва в четата, осъден на доживотен затвор, лежи 14 години в различни затвори и лагери, умира във Влахи в 1995 г. |
| 11. Найден Михайлов Иванов                   | Сенокос          | безпартиен, осъден на доживотен затвор |
| 12. Георги Андонов Митов                     | Влахи            | безпартиен, на 8 март влиза в четата, осъден на доживотен затвор, впоследствие присъдата му е заменена и излежава 14 години в затвори и лагери |
| 13. Георги Илиев Божинов                     | Джигурово        | осъден на доживотен затвор |
| 14. Ангел Тодоров Божинов                    | Гара Пирин       | осъден на доживотен затвор |
| 15. Михаил Атанасов Думбалаков               | Сухо             | виден публицист, член на ВМРО, осъден на доживотен затвор |
| 16. Димитър Стоянов Димитров                 | Горна Градешница | осъден на 15 години строг тъмничен затвор |
| 17. Славейко Ангелов Стоянов                 | Горна Джумая     | безпартиен, осъден на 15 години строг тъмничен затвор |
| 18. Любомир Андонов Митов                    | Влахи            | безпартиен, осъден |
| 19. Чудомир Евтимов Илиев                    | Горна Джумая     | активен член на СБНЛ, осъден на 15 години затвор |
| 20. Методи Николов Ризов                     | Плоски           | безпартиен, осъден на 15 години затвор |
| 21. Славейко Александров Иванов Чорбаджийски | Ощава            | роден на 9 февруари 1916 г., запасен подофицер, преселил се в Ново село, а в 1946 година – Гара Пирин, след 1944 г. е член на БРП (к) и горски стражар, подпомагал горяните, предал пушката си на Герасим Тодоров, осъден на 15 години строг тъмничен затвор, от които лежи 8                                                           |
| 22. Димитър Александров Чуков                | Рила             | член на СБНЛ, осъден на 15 години затвор |
| 23. Фердинанд Спасов Иванов                  | Сенокос          | безпартиен, осъден на 15 години затвор |
| 24. Асен Андреев Бояджиев                    | Свети Врач       | безпартиен, осъден на 15 години затвор |
| 25. Илия Петков Георгиев                     | Кресна           | член на ВМРО, осъден на 12 години затвор |
| 26. Йосиф Петков Караиванов/Караивански      | Дебел дъб        | роден в 1899 г., в къщата му са събирани храни и дрехи за четниците, укривал е и четници, доверено лице на Герасим Тодоров, осъден на 15 години затвор, от които прекарва 8 в Персин и други лагери |
| 27. Вангел Тодоров Христов                   | Ощава            | роден в 1897 г., член на ВМРО, преселил се в Гара Пирин, където става най-заможният търговец, построил тютюнев склад и винарска изба, подпомагал четата с пари и храна, осъден в 1948 г. на 12 години затвор |
| 28. Спас Атанасов Угренов                    | Влахи            | член на ВМРО, осъден на 12 години затвор |
| 29. Иван Янушев Чакъров                      | Сенокос          | член на ВМРО, осъден на 10 години затвор |
| 30. Йордан Атанасов Тасев                    | Гара Пирин       | член на ВМРО, осъден на 10 години затвор |
| 31. Георги Василев Ковачев                   | Гара Пирин       | роден на 7 март 1924 г., гостилничар, след 1944 година е активен член на ЗМС, осъден на 10 години строг тъмничен затвор, от които излежава 8 в Сливен, Плевен и Белене, умира на 20 май 1993 г. в Кресна |
| 32. Никола Георгиев Неделчев                 | Плоски           | безпартиен, осъден на 10 години затвор |
| 33. Крум Тодоров Стоилов                     | Плоски           | член на ВМРО, осъден на 8 години затвор |
| 34. Йордан Лазаров Трендафилов               | Дебел дъб        | осъден на 5 години затвор, които излежава в различни затвори |
| 35. Георги Атанасов Тодоров                  | Ощава            | преди 1944 г. полицай в Пирот, осъден на 5 години строг тъмничен затвор, които излежава напълно |
| 36. Костадин Спасов Томов                    | Склаве           | безпартиен, осъден на 5 години затвор |
| 37. Христо Стаменов Клингов                  | Брежани          | безпартиен, осъден на 3 години затвор |
| 38. Теофил Захариев Тодоров                  | Влахи            | роден в 1922 година в семейството на брата на Герасим Тодоров, пунктовия началник на ВМРО Захари Тодоров, осъден на 10 години затвор, от които прекарва 7 в различни затвори и лагери |
| 39. Солун Георгиев Ташев                     | Влахи            | роден в 1929 година, предавал дрехи, храна и оръжие на четата, инквизиран след ареста в селското училище, убит без съд и присъда |
| 40. Георги Иванов Спасов (Шунтов)            | Ощава            | роден в 1966 година, дърводелец, към 1930 г. се заселва в Гара Пирин, късето отваря дърводелска работилница и бакалия, подпомагал четата, арестуван в 1948 г. и осъден на 5 години строг тъмничен затвор, които излежава цялостно в различни затвори и лагери, след освобождението си е отново дърводелец, умира в Гара Пирин в 1966 г. |
| 41. Петър Лазаров Сандански                  | Шемето           | роден в 1910 година, осиновен в Германци, след 1944 г. магазинер, предавал храни и гумени цървули на четата, осъден на 15 години строг тъмничен затвор, от които излежава 8 в Сливен, Варна и други затвори |
| 42. Кирил Димитров Ризов                     | Влахи            | роден в 1920 година, осъден на 8 години строг тъмничен затвор, които излежава напълно, зет му Атанас Вангелов и брат му Йордан Ризов са активни борци против капитализма |
| 43. Стоян Г. Маламов Паталийски              | Гара Пирин       | роден към 1908 година, работил като кръчмар, снабдявал четата с газ и храна, осъден на 12 години строг тъмничен затвор, които излежава почти напълно |
| 44. Любен Андонов Митрев                     | Влахи            | роден в 1914 година, къщата му е щаб и явка на четата, осъден на 15 години строг тъмничен затвор, от които излежава 8 |
| 45. Васил Попгригоров Костадинов             | Ощава            | роден в 1923 година, член е на РМС и на БКП, секретар на местната организация на БКП в Ощава, осъден на 12 години строг тъмничен затвор, от които излежава 8, умира в Дупница в 1989 г. |
| 46. Петър Донков Ковачев                     | Ощава            | по време на процеса в 1948 г. умира в Горна Джумая от нанесените му побои |
| 47. Асен Костадинов Николов Драчев           | Врабча           | роден в 1919 г. в семейството на убития от отстъпващите турци Ангел Цименов, осиновен от Костадин Николов Драчев в Полена, председател на местната дружба на БЗНС, в 1947 година става ятак на четата, през март 1948 г. е арестуван и убит без съд и присъда                                                                           |